# Persone di nome Guglielmo
| Questa pagina contiene informazioni ricavate automaticamente dalle voci biografiche con l'ausilio del template Bio e di un bot. L'aggiornamento è periodico e automatico e ricostruisce completamente la pagina. Se manca una persona in questa lista, sei pregato di non aggiungerla, ma accertati piuttosto che la sua voce biografica contenga il template Bio e che i dati anagrafici siano correttamente compilati. Se il template Bio manca, inseriscilo tu stesso o, in alternativa, metti l'avviso {{tmp\|Bio}} che ne segnala la mancanza. Se i dati riportati sono sbagliati, correggi direttamente la voce biografica; le modifiche saranno visibili in questa lista entro pochi giorni. Per chiarimenti vedi il progetto antroponimi. La lista contiene solo le 669 persone che sono citate nell'enciclopedia e per le quali è stato implementato correttamente il template Bio. Pagina aggiornata al 22 lug 2025. |

Questa è una lista di persone presenti nell'enciclopedia che hanno il nome Guglielmo, suddivise per attività principale.

## Abati(4)
- Guglielmo da Volpiano, abate, santo e architetto italiano (Isola di San Giulio, n. 962 - Fécamp, † 1031)
- Guglielmo da Vercelli, abate, religioso e santo italiano (Vercelli, n. 1085 - Abbazia del Goleto, † 1142)
- Guglielmo di Ebersberg, abate tedesco (n. 1010 - † 1085)
- Guglielmo di Varax, abate e vescovo cattolico francese (Losanna, † 1466)

## Allenatori di calcio(5)
- Guglielmo Arena, allenatore di calcio italiano (n. 1973)
- Guglielmo Bacci, allenatore di calcio e ex calciatore italiano (Torino, n. 1955)
- Guglielmo Giovannini, allenatore di calcio e calciatore italiano (Castello d'Argile, n. 1925 - Bologna, † 1990)
- Guglielmo Reggiani, allenatore di calcio e dirigente sportivo italiano (Gazzo Veronese, n. 1881 - Mantova, † 1968)
- Guglielmo Stendardo, allenatore di calcio e ex calciatore italiano (Napoli, n. 1981)

## Allenatori di pallavolo(1)
- Guglielmo Guerrini, allenatore di pallavolo italiano (Bagnacavallo, n. 1950)

## Allevatori(1)
- Guglielmo Golinelli, allevatore e politico italiano (Bologna, n. 1987)

## Ammiragli(3)
- Guglielmo II di La Marck, ammiraglio olandese (Lummen, n. 1542 - Principato vescovile di Liegi, † 1578)
- Enrico di Orange-Nassau, ammiraglio olandese (Baarn, n. 1820 - Castello di Walferdange, † 1879)
- Guglielmo Stendardo, ammiraglio e generale francese (Berre-l'Étang - Napoli, † 1271)

## Antifascisti(1)
- Guglielmo Jervis, antifascista e ingegnere italiano (Napoli, n. 1901 - Villar Pellice, † 1944)

## Arbitri di calcio(1)
- Guglielmo Matucci, arbitro di calcio italiano (Sesto Fiorentino, n. 1913 - Seregno, † 1996)

## Archeologi(3)
- Guglielmo Bechi, archeologo, architetto e teorico dell'architettura italiano (Firenze, n. 1791 - Napoli, † 1852)
- Guglielmo Gatti, archeologo italiano (Roma, n. 1905 - † 1981)
- Guglielmo Maetzke, archeologo e etruscologo italiano (Firenze, n. 1915 - Firenze, † 2008)

## Architetti(6)
- Guglielmo Calderini, architetto italiano (Perugia, n. 1837 - Roma, † 1916)
- Guglielmo dei Grigi, architetto e scultore italiano (Alzano Lombardo, n. 1480 - Venezia, † 1550)
- Guglielmo di Sens, architetto francese (Sens - Canterbury, † 1180)
- Guglielmo Lusignoli, architetto e pittore italiano (Parma, n. 1920 - Parma, † 2003)
- Guglielmo Riavis, architetto e pittore italiano (Klagenfurt, n. 1917 - † 1987)
- Guglielmo Ulrich, architetto e designer italiano (Milano, n. 1904 - Milano, † 1977)

## Arcivescovi cattolici(9)
- Guglielmo di Tiro, arcivescovo cattolico e storico francese (Gerusalemme - † 1186)
- Guglielmo di Moerbeke, arcivescovo cattolico e traduttore fiammingo (Moerbeke, n. 1215)
- Guglielmo di Cabriano, arcivescovo cattolico e giurista italiano (Ravenna, † 1201)
- Guglielmo I di Tiro, arcivescovo cattolico inglese
- Guglielmo di York, arcivescovo cattolico e santo inglese (York - York, † 1154)
- Guglielmo di Magonza, arcivescovo cattolico tedesco (n. 929 - Rottleberode, † 968)
- Guglielmo Motolese, arcivescovo cattolico italiano (Martina Franca, n. 1910 - Taranto, † 2005)
- Guglielmo I da Rizolio, arcivescovo cattolico italiano (Milano - Milano, † 1241)
- Guglielmo di Brandeburgo, arcivescovo cattolico tedesco (Ansbach, n. 1498 - Riga, † 1563)

## Artisti(5)
- Guglielmo Botti, artista e restauratore italiano (Pisa, n. 1829)
- Guglielmo Castelli, artista italiano (n. 1987)
- Guglielmo Achille Cavellini, artista e collezionista d'arte italiano (Brescia, n. 1914 - Brescia, † 1990)
- Guglielmo Roehrssen, artista italiano (Ercolano, n. 1913 - Napoli, † 2008)
- Tato, artista italiano (Bologna, n. 1896 - Roma, † 1974)

## Astronomi(2)
- Guglielmo di Saint-Cloud, astronomo francese
- Guglielmo Righini, astronomo italiano (Castelfranco Veneto, n. 1908 - Firenze, † 1978)

## Attori(9)
- Guglielmo Barnabò, attore italiano (Ancona, n. 1888 - Ancona, † 1954)
- Guglielmo Braconcini, attore, regista e produttore cinematografico italiano (Arezzo, n. 1889 - Roma, † 1940)
- Mino Caprio, attore, doppiatore e direttore del doppiaggio italiano (Roma, n. 1955)
- Memmo Carotenuto, attore italiano (Roma, n. 1908 - Roma, † 1980)
- Guglielmo Inglese, attore italiano (Napoli, n. 1892 - Milano, † 1972)
- Guglielmo Poggi, attore italiano (Roma, n. 1991)
- Guglielmo Privato, attore e baritono italiano (Venezia, n. 1826 - Padova, † 1901)
- Guglielmo Sinaz, attore italiano (Roma, n. 1885 - Roma, † 1947)
- Guglielmo Spoletini, attore italiano (Bellegra, n. 1929 - Roma, † 2005)

## Aviatori(1)
- Guglielmo Grandjacquet, aviatore e ufficiale italiano (Milano, n. 1897 - Cielo della Marmarica, † 1940)

## Avvocati(3)
- Guglielmo Gulotta, avvocato italiano (Milano, n. 1939)
- Guglielmo Ugo Petrella, avvocato, magistrato e politico italiano (Campobasso, n. 1837 - Roma, † 1920)
- Mino Steiner, avvocato italiano (Milano, n. 1909 - Ebensee, † 1945)

## Beati(1)
- Guglielmo de Léaval, beato italiano

## Biografi(1)
- Guglielmo di Chartres, biografo francese (Chartres)

## Bobbisti(1)
- Guglielmo Scheibmeier, ex bobbista italiano (Dobbiaco, n. 1924)

## Botanici(1)
- Guglielmo Gasparrini, botanico e micologo italiano (Castelgrande, n. 1803 - Napoli, † 1866)

## Calciatori(25)
- Guglielmo Bianchi, calciatore italiano (Livorno, n. 1901 - † 1983)
- Guglielmo Borgo, calciatore e allenatore di calcio italiano (Genova, n. 1906 - Borghetto Santo Spirito, † 1979)
- Guglielmo Brezzi, calciatore italiano (Castelceriolo, n. 1898 - Castelceriolo, † 1926)
- Guglielmo Burelli, ex calciatore italiano (Vicenza, n. 1936)
- Guglielmino Casaro, calciatore italiano (Robbio, n. 1912 - Torino, † 1994)
- Guglielmo Colombo, calciatore italiano
- Guglielmo Coppola, ex calciatore italiano (Roma, n. 1962)
- Guglielmo Costantini, calciatore e allenatore di calcio italiano (Padova, n. 1934 - Rovigo, † 2016)
- Guglielmo Cudicini, calciatore italiano (Trieste, n. 1903 - Trieste, † 2007)
- Guglielmo Decaroli, calciatore italiano (Savona, n. 1903 - Savona, † 1982)
- Guglielmo Ferrante, ex calciatore italiano (Lettomanoppello, n. 1958)
- Guglielmo Gabetto, calciatore italiano (Torino, n. 1916 - Superga, † 1949)
- Guglielmo Gajani, calciatore italiano (Milano, n. 1901 - Milano, † 1980)
- Guglielmo Glovi, calciatore italiano (Bagnoli, n. 1914)
- Guglielmo Mecozzi, calciatore italiano (Grottammare, n. 1936 - Grottammare, † 2024)
- Guglielmo Moschino, calciatore italiano (Torino, n. 1890 - Torino, † 1951)
- Guglielmo Oppezzo, calciatore italiano (Balzola, n. 1926 - Torino, † 1978)
- Guglielmo Panzetti, calciatore italiano (San Martino Buon Albergo, n. 1906)
- Guglielmo Piantoni, calciatore italiano (Boa Vista, n. 1912 - Torino, † 1965)
- Guglielmo Sgardi, calciatore italiano (Osimo, n. 1910)
- Guglielmo Tornabuoni, calciatore e allenatore di calcio italiano (Marina di Massa, n. 1899 - Livorno, † 1966)
- Guglielmo Toros, calciatore italiano (Grado, n. 1927 - Gorizia, † 2012)
- Guglielmo Trevisan, calciatore e allenatore di calcio italiano (Trieste, n. 1918 - Trieste, † 2003)
- Guglielmo Vicario, calciatore italiano (Udine, n. 1996)
- Guglielmo Zanasi, calciatore, allenatore di calcio e dirigente sportivo italiano (Formigine, n. 1909 - Piacenza, † 1978)

## Canottieri(1)
- Guglielmo Del Bimbo, canottiere italiano (Livorno, n. 1903 - † 1973)

## Cantautori(1)
- Sergio Bruni, cantautore, chitarrista e compositore italiano (Villaricca, n. 1921 - Roma, † 2003)

## Cardinali(13)
- Guglielmo Carbone, cardinale italiano (Napoli - Napoli, † 1418)
- Guglielmo Curti, cardinale, vescovo cattolico e abate francese (Belpech - Avignone, † 1361)
- Guglielmo Fieschi, cardinale italiano (Genova - Roma, † 1256)
- Guglielmo dalle Bianche Mani, cardinale e arcivescovo cattolico francese (n. 1135 - Laon, † 1202)
- Guglielmo di Modena, cardinale, vescovo cattolico e diplomatico italiano (Lione, † 1251)
- Guglielmo Longhi, cardinale italiano (Bergamo - Avignone, † 1319)
- William Marsfeld, cardinale e teologo inglese (Coventry - † 1304)
- Guglielmo Massaia, cardinale e arcivescovo cattolico italiano (Piovà, n. 1809 - San Giorgio a Cremano, † 1889)
- Guglielmo Pallotta, cardinale italiano (Macerata, n. 1727 - Roma, † 1795)
- Guglielmo Sanfelice d'Acquavella, cardinale e arcivescovo cattolico italiano (Aversa, n. 1834 - Napoli, † 1897)
- Guglielmo Sanseverino, cardinale e arcivescovo cattolico italiano (Italia meridionale - Salerno, † 1378)
- Guglielmo Sirleto, cardinale e vescovo italiano (Guardavalle, n. 1514 - Roma, † 1585)
- Guglielmo di Capua, cardinale italiano (Capua - Roma, † 1389)

## Ceramisti(1)
- Guglielmo Castellani, ceramista italiano (Roma, n. 1836 - Roma, † 1896)

## Cestisti(1)
- Guglielmo Caruso, cestista italiano (Napoli, n. 1999)

## Chirurghi(1)
- Guglielmo da Saliceto, chirurgo italiano (Saliceto, n. 1210 - Piacenza, † 1277)

## Ciclisti su strada(1)
- Guglielmo Segato, ciclista su strada italiano (Padova, n. 1906 - Motta di Livenza, † 1979)

## Compositori(5)
- Guglielmo Branca, compositore e direttore d'orchestra italiano (Bologna, n. 1849 - Sampierdarena, † 1928)
- Gioacchino Alberto di Prussia, compositore tedesco (Hannover, n. 1876 - Berlino, † 1939)
- Guglielmo Miniscalchi, compositore italiano
- Guglielmo Quarenghi, compositore e violoncellista italiano (Casalmaggiore, n. 1826 - Milano, † 1882)
- Guglielmo Zuelli, compositore e direttore d'orchestra italiano (Reggio Emilia, n. 1859 - Milano, † 1941)

## Condottieri(13)
- Guglielmo Albimonte, condottiero italiano (Palermo, n. 1476 - Capua, † 1532)
- Guglielmo Bevilacqua, condottiero italiano (Verona, n. 1334 - Pavia, † 1397)
- Guglielmo I Bevilacqua, condottiero italiano (Ala, n. 1272 - Parma, † 1335)
- Guglielmo Capparone, condottiero tedesco (Palermo)
- Guglielmo Azzone Castelbarco, condottiero italiano
- Guglielmo Cavalcabò, condottiero italiano (Cremona - Brescia, † 1441)
- Guglielmo Gonzaga di Feltrino, condottiero italiano
- Guglielmo I d'Inghilterra, condottiero normanno (Falaise, n. 1028 - Rouen, † 1087)
- Guglielmo Braccio di Ferro, condottiero normanno (Cotentin - Apulia, † 1046)
- Guglielmo Malatesta, condottiero italiano
- Guglielmo d'Altavilla, condottiero e cavaliere medievale normanno (n. 1027 - † 1080)
- Guglielmo da Castelbarco, condottiero italiano (Lizzana, † 1320)
- Guglielmo di Flavy, condottiero francese (Piccardia, n. 1398 - Nesle, † 1449)

## Coreografi(1)
- Guglielmo Ebreo da Pesaro, coreografo, danzatore e compositore italiano (Pesaro)

## Diplomatici(4)
- Guglielmo Amico, diplomatico italiano (Messina)
- Guglielmo Imperiali di Francavilla, diplomatico e politico italiano (Salerno, n. 1858 - Roma, † 1944)
- Guglielmo Enrico di Nassau-Zuylestein, IV conte di Rochford, diplomatico inglese (St Osyth, n. 1717 - St Osyth, † 1781)
- Guglielmo Enrico di Nassau-Zuylestein, V conte di Rochford, diplomatico inglese (Rendlesham, n. 1754 - Easton, † 1830)

## Dirigenti d'azienda(1)
- Guglielmo Reiss Romoli, dirigente d'azienda italiano (Trieste, n. 1895 - Milano, † 1961)

## Drammaturghi(1)
- Guglielmo Zorzi, commediografo, regista e sceneggiatore italiano (Bologna, n. 1879 - Bologna, † 1967)

## Editori(1)
- Guglielmo Cottrau, editore e compositore francese (Parigi, n. 1797 - Napoli, † 1847)

## Filologi(2)
- Guglielmo Cavallo, filologo classico e paleografo italiano (Carovigno, n. 1938)
- Guglielmo Gorni, filologo e italianista italiano (Romprezzagno, n. 1945 - Foligno, † 2010)

## Filosofi(4)
- Guglielmo Becchi, filosofo, teologo e vescovo cattolico italiano (Firenze - Firenze, † 1491)
- Guglielmo di Champeaux, filosofo, teologo e vescovo cattolico francese (Champeaux, n. 1070 - Châlons-en-Champagne, † 1121)
- Guglielmo di Conches, filosofo francese (Conches)
- Guglielmo di Soissons, filosofo francese

## Fotografi(1)
- Guglielmo Troncone, fotografo, giornalista e attore cinematografico italiano (n. 1890 - † 1970)

## Fumettisti(2)
- Guglielmo Guastaveglia, fumettista, giornalista e scrittore italiano (Roma, n. 1889 - Roma, † 1984)
- Guglielmo Letteri, fumettista italiano (Roma, n. 1926 - Roma, † 2006)

## Generali(10)
- Guglielmo Barbò, generale italiano (Milano, n. 1888 - Flossenbürg, † 1944)
- Guglielmo Cartia, generale e saggista italiano (Ragusa, n. 1865 - Ragusa, † 1944)
- Guglielmo Cassinelli, generale e aviatore italiano (Casale Monferrato, n. 1897 - Casale Monferrato, † 1962)
- Guglielmo Embriaco, generale italiano (Genova - † 1102)
- Guglielmo, duca di Cumberland, generale britannico (Westminster, n. 1721 - Londra, † 1765)
- Guglielmo Nasi, generale e politico italiano (Civitavecchia, n. 1879 - Modena, † 1971)
- Guglielmo Giorgio Federico d'Orange-Nassau, generale olandese (L'Aia, n. 1774 - Padova, † 1799)
- Guglielmo Pelle, generale e politico italiano
- Guglielmo Pepe, generale, patriota e storico italiano (Squillace, n. 1783 - Torino, † 1855)
- Guglielmo Scalise, generale, diplomatico e iamatologo italiano (Marcellinara, n. 1891 - Proserpio, † 1975)

## Gesuiti(1)
- Guglielmo Lamormaini, gesuita e teologo austriaco (Manhay, n. 1570 - Vienna, † 1648)

## Giornalisti(8)
- Guglielmo Biraghi, giornalista e critico cinematografico italiano (Roma, n. 1927 - Roma, † 2001)
- Guglielmo Emanuel, giornalista e antifascista italiano (Napoli, n. 1879 - Roma, † 1965)
- Guglielmo Giannini, giornalista, politico e scrittore italiano (Pozzuoli, n. 1891 - Roma, † 1960)
- Mino Milani, giornalista, scrittore e fumettista italiano (Pavia, n. 1928 - Pavia, † 2022)
- Guglielmo Moretti, giornalista e conduttore radiofonico italiano (Forlì, n. 1920 - Roma, † 2017)
- Guglielmo Quadrotta, giornalista, scrittore e editore italiano (Frosinone, n. 1888 - Roma, † 1975)
- Guglielmo Stefani, giornalista e scrittore italiano (Venezia, n. 1819 - Torino, † 1861)
- Guglielmo Zucconi, giornalista, scrittore e politico italiano (Bologna, n. 1919 - Milano, † 1998)

## Giuristi(5)
- Guglielmo di Montlauzun, giurista francese (Quercy - Poitiers, † 1343)
- Guglielmo Negri, giurista italiano (Roma, n. 1926 - Roma, † 2000)
- Guglielmo di Nogaret, giurista francese (Saint-Félix-Lauragais, n. 1260 - † 1313)
- Guglielmo Sabatini, giurista italiano (Borgia, n. 1877 - Catania, † 1949)
- Guglielmo d'Accursio, giurista italiano (Bologna, n. 1246 - Cahors, † 1313)

## Imprenditori(7)
- Guglielmo Bravo, imprenditore italiano (Verona, n. 1896 - Hersbruck, † 1944)
- Mimmo Dei, imprenditore italiano (Roma, n. 1909 - † 1985)
- Guglielmo Josa, imprenditore e politico italiano (Gambatesa, n. 1870 - Gambatesa, † 1961)
- Guglielmo Scammacca Della Bruca, imprenditore e politico italiano (Catania, n. 1810 - Catania, † 1886)
- Guglielmo Semprini, imprenditore e architetto italiano (Croce di Monte Colombo, n. 1841 - Monte Colombo, † 1917)
- Guglielmo Tabacchi, imprenditore italiano (Solvay, n. 1900 - Padova, † 1974)
- Guglielmo Walton, imprenditore e inventore britannico (n. 1786 - † 1873)

## Incisori(1)
- Guglielmo Barbini, incisore italiano (Murano, n. 1898 - Venezia, † 1999)

## Ingegneri(7)
- Guglielmo Cappa, ingegnere italiano (Garlasco, n. 1844 - Roma, † 1905)
- Guglielmo De Angelis d'Ossat, ingegnere e architetto italiano (Roma, n. 1907 - Roma, † 1992)
- Guglielmo Giordano, ingegnere italiano (Margarita, n. 1904 - Firenze, † 2000)
- Guglielmo Marin, ingegnere italiano (Padova, n. 1855 - † 1920)
- Guglielmo Meardi, ingegnere italiano (Bastida de' Dossi, n. 1902 - Milano, † 1993)
- Guglielmo Mengarini, ingegnere e politico italiano (Roma, n. 1856 - Roma, † 1927)
- Guglielmo de Grandi, ingegnere italiano (Bologna)

## Inventori(1)
- Guglielmo Marconi, inventore e imprenditore italiano (Bologna, n. 1874 - Roma, † 1937)

## Letterati(3)
- Guglielmo Capello, letterato e funzionario italiano (Auletta - Ferrara)
- Guglielmo Manzi, letterato italiano (Civitavecchia, n. 1784 - Roma, † 1821)
- Guglielmo Ranzi, letterato italiano (Trento, n. 1859 - Trento, † 1932)

## Mafiosi(2)
- William Cutolo, mafioso italiano (Potenza, n. 1949 - New York, † 1999)
- Guglielmo Giuliano, mafioso e collaboratore di giustizia italiano (Napoli, n. 1951)

## Magistrati(2)
- Guglielmo Roehrssen, magistrato italiano (Napoli, n. 1910 - Roma, † 1987)
- Guglielmo Vacca, magistrato e politico italiano (Eboli, n. 1849 - Roma, † 1916)

## Matematici(2)
- Guglielmo Gargiolli, matematico e ingegnere italiano
- Guglielmo Libri Carucci dalla Sommaja, matematico italiano (Firenze, n. 1803 - Fiesole, † 1869)

## Medici(6)
- Guglielmo Corvi, medico italiano (Canneto sull'Oglio, n. 1250 - Parigi, † 1326)
- Guglielmo Grataroli, medico e filosofo italiano (Bergamo, n. 1516 - Basilea, † 1568)
- Guglielmo Malagola, medico, banchiere e filantropo italiano (Ravenna, n. 1850 - Ravenna, † 1921)
- Guglielmo Romiti, medico e anatomista italiano (Pisa, n. 1850 - Carrara, † 1936)
- Guglielmo Sanguinetti, medico italiano (Parma, n. 1894 - San Giovanni Rotondo, † 1954)
- Guglielmo da Varignana, medico, farmacista e anatomista italiano (n. 1270 - † 1339)

## Mercanti(1)
- Guglielmo Ventura, mercante italiano (Asti - Asti)

## Mercenari(2)
- Guglielmo di Durfort, mercenario francese (Campaldino, † 1289)
- Guglielmo di Montreuil, mercenario normanno (Normandia - Roma)

## Militari(19)
- Guglielmo Acton, militare e politico italiano (Castellammare di Stabia, n. 1825 - Napoli, † 1896)
- Guglielmo Caetani, II duca di Sermoneta, militare italiano (Roma, n. 1465 - Roma, † 1519)
- Guglielmo Chiarini, ufficiale e aviatore italiano (Firenze, n. 1917 - Benina, † 1941)
- Guglielmo Dattaro, militare e politico italiano (Pellegrino Parmense, n. 1912 - Parma, † 1978)
- Guglielmo Ferri, militare e politico italiano (Firenze, n. 1907 - Bussolengo, † 1970)
- Guglielmo Fornagiari, militare e aviatore italiano (Lizzano in Belvedere, n. 1892 - Bologna, † 1956)
- Guglielmo Gribaldi Moffa di Lisio, militare e politico italiano (Bra, n. 1791 - Bra, † 1877)
- Guglielmo I di Warenne, militare normanno († 1088)
- Guglielmo di Solms-Braunfels, militare prussiano (Triesdorf, n. 1801 - Mödling, † 1868)
- Guglielmo Longespée, militare britannico (Salisbury, † 1226)
- Guglielmo di Nassau-Zuylestein, I conte di Rochford, militare e diplomatico olandese (Le Hague, n. 1649 - Utrecht, † 1709)
- Guglielmo di Nassau-Zuylestein, II conte di Rochford, militare inglese (Inghilterra, n. 1682 - Almenar, † 1710)
- Guglielmo I d'Orange, militare olandese (Dillenburg, n. 1533 - Delft, † 1584)
- Guglielmo Pallavicino, militare e politico italiano (Cremona, † 1360)
- Guglielmo Pucci, militare, ingegnere navale e politico italiano (Napoli, n. 1824 - Roma, † 1907)
- Guglielmo de' Rossi, militare italiano (Parma - Padova, † 1339)
- Guglielmo Sandri, militare e fotografo italiano (Merano, n. 1905 - Vipiteno, † 1979)
- Guglielmo Scognamiglio, militare italiano (Napoli, n. 1891 - Coriza, † 1941)
- Guglielmo Nicola di Württemberg, militare austriaco (Karlsruhe, n. 1828 - Merano, † 1896)

## Mineralogisti(1)
- Guglielmo Guiscardi, mineralogista italiano (Napoli, n. 1821 - Napoli, † 1885)

## Miniatori(1)
- Guglielmo Giraldi, miniatore italiano (Ferrara)

## Monaci cristiani(4)
- Guglielmo di Saint-Thierry, monaco cristiano, teologo e filosofo belga (Liegi - Signy-l'Abbaye, † 1148)
- Guglielmo di Jumièges, monaco cristiano e scrittore normanno
- Guglielmo di Saint-Calais, monaco cristiano e vescovo francese (Bayeux - † 1096)
- Guglielmo di Malmesbury, monaco cristiano e storico britannico

## Musicisti(2)
- Bottin, musicista, compositore e disc-jockey italiano (Padova, n. 1977)
- Guglielmo Lipparini, musicista italiano (Bologna - Bologna)

## Partigiani(1)
- Guglielmo Marconi, partigiano italiano (Pedaso, n. 1903 - Rimini, † 1968)

## Patriarchi cattolici(2)
- Guglielmo di Malines, patriarca cattolico fiammingo (Palestina, † 1145)
- Guglielmo II di Agen, patriarca cattolico francese († 1270)

## Patrioti(4)
- Guglielmo Ansaldi, patriota italiano (Cervere, n. 1776 - Savigliano, † 1851)
- Guglielmo Berchet, patriota, politico e storico italiano (Venezia, n. 1833 - Mestre, † 1913)
- Guglielmo Cenni, patriota e militare italiano (Comacchio, n. 1817 - † 1885)
- Guglielmo Oberdan, patriota italiano (Trieste, n. 1858 - Trieste, † 1882)

## Pianisti(3)
- Guglielmo Andreoli, pianista, violinista e compositore italiano (Mirandola, n. 1862 - Modena, † 1932)
- Guglielmo Andreoli, pianista e compositore italiano (Mirandola, n. 1835 - Nizza, † 1860)
- Guglielmo Nacciarone, pianista e compositore italiano (Napoli, n. 1837 - Napoli, † 1916)

## Piloti automobilistici(1)
- Guglielmo Bellasi, pilota automobilistico e imprenditore svizzero (Certaldo, n. 1935 - Novara, † 2025)

## Pistard(2)
- Guglielmo Malatesta, pistard italiano (Ravenna, n. 1891 - Ravenna, † 1920)
- Guglielmo Pesenti, pistard italiano (Sedrina, n. 1933 - Bergamo, † 2002)

## Pittori(16)
- Guglielmo Bilancioni, pittore italiano (Rimini, n. 1836 - Rimini, † 1907)
- Guglielmo Borremans, pittore fiammingo (Anversa, n. 1675 - Palermo, † 1744)
- Guglielmo Caccia, pittore italiano (Montabone, n. 1568 - Moncalvo, † 1625)
- Guglielmo Ciardi, pittore italiano (Venezia, n. 1842 - Venezia, † 1917)
- Guglielmo Ciarlantini, pittore e architetto italiano (San Ginesio, n. 1881 - San Ginesio, † 1959)
- Guglielmo Guglielmini, pittore e decoratore italiano (Bergamo, n. 1870 - Bergamo, † 1911)
- Guglielmo degli Organi, pittore italiano
- Guglielmo Veneziano, pittore italiano (n. 1353 - † 1382)
- Guglielmo da Montegrino, pittore italiano (Montegrino - † 1527)
- Guglielmo Janni, pittore e letterato italiano (Roma, n. 1892 - Roma, † 1958)
- Guglielmo Amedeo Lori, pittore italiano (Pisa, n. 1869 - Viareggio, † 1913)
- Guglielmo Micheli, pittore e insegnante italiano (Livorno, n. 1866 - Livorno, † 1926)
- Guglielmo Peirce, pittore, giornalista e scrittore italiano (Napoli, n. 1909 - Roma, † 1958)
- Guglielmo Pizzirani, pittore italiano (Bologna, n. 1886 - † 1971)
- Wilhelm Steuerwaldt, pittore tedesco (Quedlinburg, n. 1815 - Quedlinburg, † 1871)
- Guglielmo Talamini, pittore italiano (Vodo di Cadore, n. 1867 - Faenza, † 1918)

## Poeti(4)
- Guillaume Apollinaire, poeta, scrittore e critico d'arte francese (Roma, n. 1880 - Parigi, † 1918)
- Guglielmo Beroardi, poeta italiano
- Guglielmo Felice Damiani, poeta e critico letterario italiano (Morbegno, n. 1875 - Napoli, † 1904)
- Guglielmo Jannelli, poeta e letterato italiano (Terme Vigliatore, n. 1895 - Castroreale, † 1950)

## Politici(31)
- Guglielmo Berzano, politico italiano (Casabianca, n. 1929 - Asti, † 2023)
- Guglielmo Boccanegra, politico e militare italiano
- Guglielmo III da Camposampiero, politico italiano (Padova - Treville, † 1342)
- Guglielmo I da Camposampiero, politico italiano (Padova - Padova, † 1250)
- Guglielmo Cappelletti, politico italiano (Vicenza, n. 1907 - † 1991)
- Guglielmo Castagnetti, politico italiano (Borghetto di Vara, n. 1943 - Brescia, † 2017)
- Guglielmo Cavalcabò, politico italiano (Soncino, † 1312)
- Guglielmo De Sauget, politico italiano (Monteleone di Calabria, n. 1820 - Napoli, † 1897)
- Guglielmo Donati, politico italiano (Faenza, n. 1909 - † 1971)
- Guglielmo Duranti, politico e avvocato italiano (Arezzo, n. 1864 - Arezzo, † 1931)
- Guglielmo Forest, politico italiano (Chambéry, n. 1780 - Chambéry, † 1875)
- Guglielmo Ghislandi, politico italiano (Breno, n. 1877 - Brescia, † 1965)
- Guglielmo Pietro I di Ventimiglia, politico e militare italiano (n. 1230)
- Guglielmo da Pastrengo, politico e scrittore italiano (Verona, n. 1290 - Verona, † 1362)
- Guglielmo Lochis, politico italiano (Mozzo, n. 1789 - Bergamo, † 1859)
- Guglielmo di Longchamp, politico e vescovo cattolico inglese (Argenton-Notre-Dame - Poitiers, † 1197)
- Guglielmo Mancinelli, politico italiano (Chiaravalle, n. 1922 - † 1998)
- Guglielmo Miliocchi, politico italiano (Perugia, n. 1873 - Perugia, † 1958)
- Guglielmo Minervini, politico italiano (Molfetta, n. 1961 - Bari, † 2016)
- Guglielmo Nucci, politico italiano (Cosenza, n. 1918 - Cosenza, † 1994)
- Guglielmo Pasta, politico italiano (Frinco, n. 1931 - Asti, † 1986)
- Guglielmo de' Pazzi, politico italiano (Firenze, n. 1437 - † 1516)
- Guglielmo Pelizzo, politico italiano (Faedis, n. 1904 - Cividale del Friuli, † 1974)
- Guglielmo Picchi, politico italiano (Firenze, n. 1973)
- Guglielmo Rositani, politico italiano (Varapodio, n. 1938)
- Guglielmo Scarlato, politico italiano (Napoli, n. 1955)
- Guglielmo Schiratti, politico italiano (Majano, n. 1901 - † 1973)
- Guglielmo Vaccaro, politico italiano (Pompei, n. 1967)
- Guglielmo Visocchi, politico italiano (Atina, n. 1900 - † 1959)
- Guglielmo Malaspina degli Obizzi, politico italiano
- Guglielmo della Scala, politico italiano (Verona, n. 1350 - Verona, † 1404)

## Presbiteri(6)
- Guglielmo Audisio, presbitero, storico e scrittore italiano (Bra, n. 1802 - Roma, † 1882)
- Guglielmo Carozzi, presbitero italiano (Curnasco, n. 1880 - Seriate, † 1970)
- Guglielmo Cazzulani, presbitero, teologo e saggista italiano (Milano, n. 1967)
- Guglielmo da Tolosa, presbitero francese (Francia, † 1369)
- Guglielmo Peraldo, presbitero e teologo francese (Peyraud - Lione, † 1271)
- Guglielmo Zucchi, presbitero italiano (Alessandria - Alessandria, † 1377)

## Principi(18)
- Guglielmo Luigi di Anhalt-Köthen, principe (n. 1638 - † 1665)
- Guglielmo di Svezia, principe svedese (Trosa, n. 1884 - Flen, † 1965)
- Guglielmo II di Villehardouin, principe (Calamata - Calamata, † 1278)
- Guglielmo di Orange-Nassau, principe olandese (L'Aia, n. 1840 - Parigi, † 1879)
- Guglielmo III di Sassonia, principe tedesco (Meißen, n. 1425 - Weimar, † 1482)
- Guglielmo Maurizio di Nassau-Siegen, principe tedesco (Terborg, n. 1649 - Siegen, † 1691)
- Guglielmo di Werle, principe (Güstrow, † 1436)
- Guglielmo d'Assia-Philippsthal-Barchfeld, principe (Burgsteinfurt, n. 1831 - Rotenburg an der Fulda, † 1890)
- Guglielmo di Meclemburgo-Schwerin, principe e generale tedesco (Ludwigslust, n. 1827 - Heidelberg, † 1879)
- Guglielmo Alberto di Montenuovo, principe italiano (Parma, n. 1819 - Vienna, † 1895)
- Guglielmo Enrico di Nassau-Saarbrücken, principe (Usingen, n. 1718 - Saarbrücken, † 1768)
- Guglielmo di Wied, principe tedesco (Neuwied, n. 1845 - Neuwied, † 1907)
- Guglielmo di Lussemburgo, principe lussemburghese (Betzdorf, n. 1963)
- Guglielmo II di Nassau-Dillenburg, principe tedesco (n. 1670 - Dillenburg, † 1724)
- Guglielmo Giacinto di Nassau-Siegen, principe tedesco (Bruxelles, n. 1667 - Hadamar, † 1743)
- Guglielmo di Prussia, principe tedesco (Potsdam, n. 1906 - Nivelles, † 1940)
- Fiorentino di Salm-Salm, principe tedesco (Senones, n. 1786 - Castello di Anholt, † 1846)
- Guglielmo di Wied, principe, militare e politico tedesco (Neuwied, n. 1876 - Predeal, † 1945)

## Pugili(2)
- Willie Pep, pugile statunitense (Middletown, n. 1922 - Rocky Hill, † 2006)
- Guglielmo Spinello, ex pugile italiano (Piove di Sacco, n. 1951)

## Rapper(1)
- Willie Peyote, rapper e cantautore italiano (Torino, n. 1985)

## Registi(1)
- Guglielmo Morandi, regista e sceneggiatore italiano (Roma, n. 1913 - Roma, † 1999)

## Religiosi(13)
- Guglielmo Buccheri, religioso italiano (Noto, n. 1309 - Scicli, † 1404)
- Guglielmo Gnoffi, religioso italiano (Polizzi Generosa, n. 1256 - Castelbuono, † 1317)
- Guglielmo di Malavalle, religioso e santo francese (Francia - Castiglione della Pescaia, † 1157)
- Guglielmo di Tripoli, religioso siriano
- Guglielmo di Poitiers, religioso normanno (Les Préaux - † 1090)
- Guglielmo di Parigi, religioso francese (Parigi - Danimarca, † 1203)
- Guglielmo da Fenoglio, religioso e monaco cristiano italiano (Borgoratto, n. 1065 - Casotto, † 1120)
- Guglielmo di Montfort-sur-Risle, religioso e abate francese (Montfort-sur-Risle, n. 1054 - Le Bec-Hellouin, † 1124)
- Guglielmo di Boldensele, religioso e esploratore tedesco
- Guglielmo da Casale, religioso italiano (Casale Monferrato - Firenze, † 1442)
- Guglielmo di Hirsau, religioso tedesco (Hirsau, † 1091)
- Guglielmo di Saint-Pathus, religioso francese (Saint-Pathus, n. 1250 - † 1315)
- Guglielmo di Rubruck, religioso e missionario fiammingo (Rubruck)

## Rugbisti a 15(3)
- Guglielmo Colussi, rugbista a 15, allenatore di rugby a 15 e dirigente sportivo italiano (Roma, n. 1938 - Roma, † 2016)
- Memo Geremia, rugbista a 15, allenatore di rugby a 15 e dirigente sportivo italiano (Padova, n. 1931 - † 1995)
- Guglielmo Palazzani, rugbista a 15 italiano (Gardone Val Trompia, n. 1991)

## Saggisti(1)
- Guglielmo Cerno, saggista, poeta e etnografo italiano (Lusevera, n. 1937 - Lusevera, † 2017)

## Santi(2)
- Guglielmo di Rochester, santo britannico (Perth - Rochester, † 1201)
- Guglielmo di Norwich, santo inglese (Norwich, n. 1132 - Norwich, † 1144)

## Sassofonisti(1)
- Guglielmo Pagnozzi, sassofonista e clarinettista italiano (Torino, n. 1970)

## Sceneggiatori(1)
- Mino Giarda, sceneggiatore italiano (Venezia, n. 1928 - Roma, † 2024)

## Sciatori alpini(1)
- Guglielmo Bosca, sciatore alpino italiano (Milano, n. 1993)

## Scrittori(10)
- Guglielmo Alberti, scrittore, critico letterario e antifascista italiano (Torino, n. 1900 - Firenze, † 1964)
- Guglielmo Aurini, scrittore e critico d'arte italiano (Teramo, n. 1866 - Torino, † 1926)
- Guglielmo Folliero de Luna, scrittore italiano (n. 1822 - Napoli, † 1871)
- Guglielmo il Bretone, scrittore e religioso francese (Bretagna - † 1226)
- Guglielmo di Tudela, scrittore e poeta spagnolo
- Guglielmo di Blois, scrittore, poeta e monaco cristiano francese (Blois - Blois, † 1204)
- Guglielmo Martucci, scrittore italiano (Napoli, n. 1909 - Napoli, † 1948)
- Guglielmo Petroni, scrittore e pittore italiano (Lucca, n. 1911 - Roma, † 1993)
- Guglielmo Signora, scrittore, fumettista e illustratore italiano (Venezia, n. 1963)
- Guglielmo Stocco, scrittore italiano (Treviso, n. 1886 - † 1932)

## Scultori(6)
- Guglielmo Agnelli, scultore e architetto italiano (Pisa - Pisa)
- Guglielmo Carro, scultore e pittore italiano (La Spezia, n. 1913 - La Spezia, † 2001)
- Guglielmo Della Porta, scultore italiano (Porlezza - Roma, † 1577)
- Guglielmo, scultore italiano
- Guglielmo Michieli, scultore italiano (Padova, n. 1855 - Cremona, † 1944)
- Guglielmo Pugi, scultore italiano (Fiesole, n. 1850 - † 1915)

## Sindacalisti(1)
- Guglielmo Cusi, sindacalista e politico italiano (n. 1942)

## Sociologi(1)
- Guglielmo Ferrero, sociologo, storico e scrittore italiano (Portici, n. 1871 - Mont-Pèlerin, † 1942)

## Sovrani(23)
- Guglielmo I di Germania, sovrano tedesco (Berlino, n. 1797 - Berlino, † 1888)
- Guglielmo II d'Olanda, sovrano (n. 1227 - Hoogwoud, † 1256)
- Guglielmo I di Württemberg, re (Lüben, n. 1781 - Stoccarda, † 1864)
- Guglielmo di Blosseville, sovrano
- Guglielmo di Bordeaux, sovrano franco (Bordeaux, † 848)
- Guglielmo II d'Assia, sovrano tedesco (n. 1469 - † 1509)
- Guglielmo I d'Assia-Kassel, sovrano tedesco (Kassel, n. 1743 - Kassel, † 1821)
- Guglielmo I di Sicilia, sovrano (Palermo, n. 1121 - Palermo, † 1166)
- Guglielmo II d'Assia-Kassel, sovrano tedesco (Hanau, n. 1777 - Francoforte sul Meno, † 1847)
- Guglielmo II d'Inghilterra, re (Normandia - New Forest, † 1100)
- Guglielmo II dei Paesi Bassi, re (L'Aia, n. 1792 - Tilburg, † 1849)
- Guglielmo II di Germania, sovrano tedesco (Berlino, n. 1859 - Doorn, † 1941)
- Guglielmo II di Sicilia, re (Palermo, n. 1153 - Palermo, † 1189)
- Guglielmo III d'Inghilterra, sovrano olandese (Binnenhof, n. 1650 - Kensington Palace, † 1702)
- Guglielmo III dei Paesi Bassi, sovrano olandese (Bruxelles, n. 1817 - Apeldoorn, † 1890)
- Guglielmo III del Monferrato, sovrano italiano (n. 970 - † 1042)
- Guglielmo IV del Regno Unito, re inglese (Buckingham Palace, n. 1765 - Castello di Windsor, † 1837)
- Guglielmo VII del Monferrato, sovrano italiano (Trino, n. 1240 - Alessandria, † 1292)
- Willem-Alexander dei Paesi Bassi, re olandese (Utrecht, n. 1967)
- Guglielmo I di Aquitania, sovrano franco (n. 875 - Lione, † 918)
- Guglielmo Cristoforo d'Assia-Homburg, sovrano tedesco (Rosbach vor der Höhe, n. 1625 - Echzell, † 1681)
- Guglielmo Ugo I di Baux, sovrano francese (n. 1050 - † 1110)
- Guglielmo II di Württemberg, re (Stoccarda, n. 1848 - Tubinga, † 1921)

## Statistici(1)
- Guglielmo Tagliacarne, statistico italiano (Orta San Giulio, n. 1893 - Roma, † 1979)

## Storici(3)
- Guglielmo Capacchi, storico e linguista italiano (Parma, n. 1931 - Parma, † 2005)
- Guglielmo di Puglia, storico italiano
- Guglielmo di Newburgh, storico e religioso inglese

## Storici della filosofia(1)
- Guglielmo Forni Rosa, storico della filosofia italiano (Bologna, n. 1938)

## Teologi(4)
- Guglielmo d'Auxerre, teologo e filosofo francese (Auxerre - Roma, † 1231)
- Guglielmo di Saint-Amour, teologo e filosofo francese (Saint-Amour, n. 1202 - Saint-Amour, † 1272)
- Guglielmo di Occam, teologo, filosofo e francescano inglese (Ockham, n. 1288 - Monaco di Baviera, † 1347)
- Guglielmo d'Alvernia, teologo francese (Aurillac, n. 1180 - Parigi, † 1249)

## Traduttori(1)
- Coriolano Malingri di Bagnolo, traduttore, poeta e politico italiano (Torino, n. 1790 - Torino, † 1855)

## Trovatori(1)
- Guglielmo IX d'Aquitania, trovatore, duca e conte//--> francese (n. 1071 - Poitiers, † 1127)

## Tuffatori(1)
- Guglielmo De Sanctis, tuffatore italiano (Trieste, n. 1897)

## Vescovi(6)
- Guglielmo, vescovo italiano
- Guglielmo di Estouteville I, vescovo francese (n. 1354 - Corbon, † 1414)
- Guglielmo I di Strasburgo, vescovo tedesco
- Guglielmo I, vescovo italiano (Torino, † 873)
- Guglielmo II, vescovo italiano (Torino, † 928)
- Guglielmo III, vescovo italiano (Torino, † 1092)

## Vescovi cattolici(28)
- Memmo Agazzari, vescovo cattolico italiano (Siena, † 1452)
- Guglielmo da Cremona, vescovo cattolico italiano (Cremona, n. 1270 - Novara, † 1356)
- Guglielmo Borghetti, vescovo cattolico italiano (Carrara, n. 1954)
- Guglielmo Capodiferro, vescovo cattolico italiano († 1353)
- Guglielmo Contardi, vescovo cattolico italiano († 1251)
- Guglielmo della Torre, vescovo cattolico italiano (Mendrisio - Torello, † 1226)
- Guglielmo Durante, vescovo cattolico francese (Puimisson, n. 1230 - Roma, † 1296)
- Guglielmo d'Este, vescovo cattolico italiano (Pavia, † 1104)
- Guglielmo Faletti, vescovo cattolico italiano (Novara - Novara, † 1177)
- Guglielmo Giaquinta, vescovo cattolico e teologo italiano (Noto, n. 1914 - Roma, † 1994)
- Guglielmo Giombanco, vescovo cattolico italiano (Catania, n. 1966)
- Guglielmo Grassi, vescovo cattolico italiano (Genzano, n. 1868 - Marino, † 1954)
- Guglielmo, vescovo d'Orange, vescovo cattolico francese (Antiochia di Siria, † 1098)
- Guglielmo, vescovo cattolico italiano (Savona, † 1119)
- Guglielmo il Normanno, vescovo cattolico britannico († 1075)
- Guglielmo di Bourges, vescovo cattolico e santo francese (Bourges, † 1209)
- Guglielmo di Alnwick, vescovo cattolico, francescano e teologo inglese (Avignone, † 1333)
- Guglielmo di Mantova, vescovo cattolico italiano
- Guglielmo da Fogliano, vescovo cattolico italiano (Reggio Emilia - Reggio Emilia, † 1283)
- Guglielmo I di Utrecht, vescovo cattolico olandese († 1076)
- Guglielmo, vescovo cattolico italiano (Vezzano Ligure - Sarzana, † 1272)
- Guglielmo IV, vescovo cattolico italiano (Torino, † 1164)
- Guglielmo Pinchon, vescovo cattolico e santo francese (Saint-Alban - Saint-Brieuc)
- Guglielmo Pusterla, vescovo cattolico italiano (Milano, n. 1380 - Brescia)
- Guglielmo Tempier, vescovo cattolico francese (Poitiers - Poitiers, † 1197)
- Guglielmo Tornielli, vescovo cattolico italiano (Novara - Novara, † 1171)
- Guglielmino degli Ubertini, vescovo cattolico, politico e militare italiano (Campaldino, † 1289)
- Guglielmo Durando di San Porciano, vescovo cattolico, teologo e filosofo francese (Saint-Pourçain-sur-Sioule - Meaux, † 1334)

## Youtuber(1)
- Guglielmo Scilla, youtuber, attore e conduttore radiofonico italiano (Roma, n. 1987)